# Trần Hãng
Trần Hãng (tiếng Trung: 陳沆; ?-1399), đôi khi gọi là Trần Nguyên Hãng (tiếng Trung: 陳元沆), là một tông thất và đại thần nhà Trần trong lịch sử Việt Nam. Ông là cháu gọi Trần Minh Tông là ông nội, và gọi Trần Nghệ Tông là bác ruột. Dưới thời Trần Nghệ Tông, ông được phong tới chức Thái bảo.

## Tiểu sử
Cuối thời nhà Trần, Lê Quý Ly được Thượng hoàng Trần Nghệ Tông ân sủng nên được thăng đến chức Nhập nội Phụ Chính Thái Sư Bình chương quân quốc trọng sự, nắm toàn bộ binh quyền. Khi Trần Nghệ Tông qua đời thì Quý Ly ngày càng chuyên quyền, lấn át vua Trần Thuận Tông. Năm 1397, Quý Ly bức vua rời kinh đô về Tây Đô ở Thanh Hóa. Năm 1398, Hồ Quý Ly ép vua Trần Thuận Tông phải thoái vị và nhường ngôi cho thái tử An lúc đấy mới 3 tuổi, tức Trần Thiếu Đế. Tháng 4 năm sau (1399), Hồ Quý Ly sai người giết Thuận Tông. Việc này khiến các tôn thất và quan lại trung thành với nhà Trần rất bất bình.
Trần Nguyên Hãng là bậc chú của vua Trần Thiếu Đế, thấy nguy cơ Lê Quý Ly cướp ngôi nhà Trần nên bàn với Thượng tướng quân Trần Khát Chân lập mưu giết Quý Ly. Hai người dự định sẽ ra tay tại hội thề Đốn Sơn, tổ chức vào mùa hạ năm 1399 ở phía ngoài Chính môn của thành Tây Đô. Tại hội thề, Quý Ly ngồi trên lầu nhà Khát Chân để xem. Phạm Thu Tổ và thích khách Phạm Ngưu Tất cầm gươm định tiến lên lầu, nhưng không rõ thế nào mà Trần Khát Chân lại trừng mắt ra hiệu ngăn lại, rồi thôi. Hồ Quý Ly chột dạ đứng dậy đi xuống lầu có vệ sĩ hộ vệ. Sự việc mưu sát không thành, Trần Khát Chân và những người đồng mưu gồm 370 người đều bị giết, Trần Nguyên Hãng cùng một số ít quần thần trung thành với nhà Trần may mắn thoát chết. Ông cùng gia quyến tránh sự truy đuổi của Hồ Quý Ly đã di cư vào phủ Diễn Châu huyện Đông Thành lập nên Điền Trang gọi là Trang Kè. Ở đây, ông thay đổi họ tên thành Nguyễn Công Hằng. Ông cũng là người đầu tiên đến định cư tại mảnh đất Trang Kè nay thuộc xã Mỹ Thành huyện Yên Thành tỉnh Nghệ An.
Năm sau (1400), Hồ Quý Ly chính thức phế ngôi nhà Trần để tự lập làm vua, mở ra nhà Hồ.

## Gia đình
- Ông nội: Trần Minh Tông
- Cha: Cung Tín vương Trần Thiên Trạch (恭信王陈善泽; ? - 1379), con thứ bảy của Trần Minh Tông
- Anh trai: Trần Nguyên Uyên
- Vợ: Thiên Huy công chúa Trần Thục Mỹ

Sau khi mất mộ của Trần Nguyên Hãng được an vị phía trên đập cây gạo tại xóm 12 xã Mỹ Thành và được con cháu họ Nguyễn Công thờ phụng tại nhà thờ Họ Nguyễn Công Đại Tôn tại xóm 11 xã Mỹ Thành huyện Yên Thành tỉnh Nghệ an

## Đền thờ
Trần Nguyên Hãng (Nguyễn Công Hằng) được thờ tại di tích lịch sử họ Nguyễn Công Đại Tôn xóm 11 xã Mỹ Thành huyện Yên Thành tỉnh Nghệ An. 
Di tích lịch sử quốc gia đền Như Độ, xã Như Hòa, huyện Kim Sơn, tỉnh Ninh Bình. Đền Như Độ ở xã Như Hòa là một trong những di tích đầu tiên được xây dựng sau khi thành lập huyện Kim Sơn. Ngôi đền thờ thành hoàng làng Hương Mai đại vương Trần Nguyên Hãng và các cụ chiêu mộ, nguyên mộ, thứ mộ, tân mộ đã có công khai hoang lấn biển lập nên Ấp Như Độ, xã Như Hòa ngày nay.
Tại khu du lịch sinh thái Hồ Yên Quang, nằm ở bìa rừng Cúc Phương cũng có đình Lá là nơi thờ Trần Nguyên Hãng.